# Platerspel
Ett platerspel är ett rörbladsinstrument som liknar exempelvis skalmejan, förutom den lilla egenheten att ett platerspel är utrustat med en luftreservoar placerad ungefär 10-20 cm in på instrumentets kropp, som underlättar spel då man inte behöver blåsa lika mycket och kraftigt (jämför säckpipans säck). Denna luftreservoar är, eller var åtminstone i äldre tider, tillverkad av en urinblåsa från exempelvis gris, vilket det engelska namnet bladderpipe ger en fingervisning om.